# Sally Gooding
Sally Gooding (* 1916 in South Carolina; † 11. April 1952 in Brooklyn) war eine US-amerikanische Schauspielerin, Jazz- und Bluessängerin.

## Leben
Gooding trat 1932 in der Revue Cotton Club Parade auf, in der Ethel Waters die Hauptrolle spielte, 1934 in der Revue Keep Moving am Forrest Theatre. Sie war dann in den 1930er Jahren Bandvokalistin bei Cab Calloway und 1937 im Duke Ellington Orchestra bei einem Auftritt im Cotton Club. Im Cotton Club trat sie in einer Revue mit dem Song Superstition auf; 1939 im Plantation Club mit dem Pianisten Kirby Walker. 1939/40 hatte sie ein Engagement im Nachtclub Sheepshead Bay in Brooklyn, bei dem sie von Arthur Davey und seiner Cotton Club Band begleitet wurde. 1942 trat sie in einer Revue mit dem Empty Bed Blues auf, stilistisch orientiert an Mamie Smith.
Ab 1937 wirkte Gooding bei Aufnahmen von Teddy Wilson (My First Impression of You / With a Smile and a Song) und der Jive-Combo The Three Peppers; mit; bekanntester Titel war It Must Be Love (Vocalion 4169) von 1937. Im Bereich des Jazz war sie zwischen 1937 und 1945 an acht Aufnahmesessions beteiligt. Gooding wirkte in den Musikfilmen Hits of Today (1934, Regie Milton Schwarzwald), Mills Blue Rhythm Band (1934, Regie Roy Mack) und im Spielfilm The Notorious Elinor Lee (1940, Regie Oscar Micheaux) mit.